# رضا محمدحسینی
رضا محمدحسینی فعال و زندانی سیاسی اهل ایران است. محمدحسینی در حال گذراندن حکم ۱۴ سال و شش ماه حبس زندان قزلحصار است.

## بازداشت
رضا محمدحسینی در پنجم خرداد ۱۳۹۸ به همراه خالد پیرزاده و در حینِ شعارنویسی توسط نیروهای اطلاعات سپاه بازداشت شد. او مدت سه ماه دوران بازداشت موقت خود را در بازداشت سپاه موسوم به بند ۲الف در زندان اوین گذراند.

## محاکمه و زندان
محمدحسینی در دادگاه انقلاب تهران دادگاه شعبه ۲۹ به اتهام اجتماع و تبانی، اتهام توهین به رهبری، اتهام خروج و ورود غیرقانونی از مرز و اتهام تمرد از دستور مأموران به ۱۶ سال و نیم حبس محکوم شد.
حکم وی در خرداد ۱۳۹۹ توسط شعبه ۳۶ دادگاه تجدیدنظر مورد بررسی قرار گرفت و تأیید شد که با توجه به اعمال ماده ۱۳۴ قانون مجازات اسلامی میزان نهایی حبس تعزیری او ۷ سال است.

## تبعید به زندان رجایی شهر
محمدحسینی در مردادماه ۱۳۹۹ از زندان اوین به زندان رجایی‌شهر کرج تبعید و در ابتدای ورود یک ماه در زندان انفرادی حبس شد.

## محاکمه و حکم شلاق
با شکایت علی صالحی گراعایی رئیس حفاظت اطلاعات و حراست زندان اوین پرونده ای جدید در مهرماه ۱۳۹۹ اتهام «توهین به مأمور» در شعبه ۱۱۶۵ دادگاه کیفری ۲ تهران تشکیل شد که در نهایت منجر به صدور حکم ۵۰ ضربه شلاق گردید.